# Coll de Jou (Saorra)
El Coll de Jou és una collada dels contraforts nord-orientals del Massís del Canigó, a 1.129,3 metres d'altitud, en el límit dels termes comunals de Castell de Vernet i de Saorra, tots dos a la comarca del Conflent, de la Catalunya del Nord.
Està situat al límit oriental de la zona sud-oest del terme de Saorra i a l'occidental de la zona central de la meitat septentrional del terme de Castell de Vernet. És al sud de la Torre de Goà, a ponent del Pic de la Mollera del Veguer i al nord del Coll de Creu Mitjana, molt proper.